# Троллейбус Сан-Франциско
Троллейбус Сан-Франциско — составная часть транспортной системы города Сан-Франциско, США (объединённая транспортная система носит название San Francisco Municipal Railway, краткое название Muni). Крупнейшая троллейбусная система в США и одна из крупнейших в Западном полушарии.

## Маршруты
Нумерация маршрутов объединена с автобусными. Троллейбус обслуживает маршруты с номерами 1 и 3—6 (только в часы пик), 14 (круглосуточный), 21, 22, 24 (круглосуточный), 30, 31, 33, 41 (только в часы пик), 45, 49.

## Подвижной состав
Подвижной состав — Skoda-14TrSF (239 машин), Skoda-15TrSF (33 машины), New Flyer E60 (28 машин).

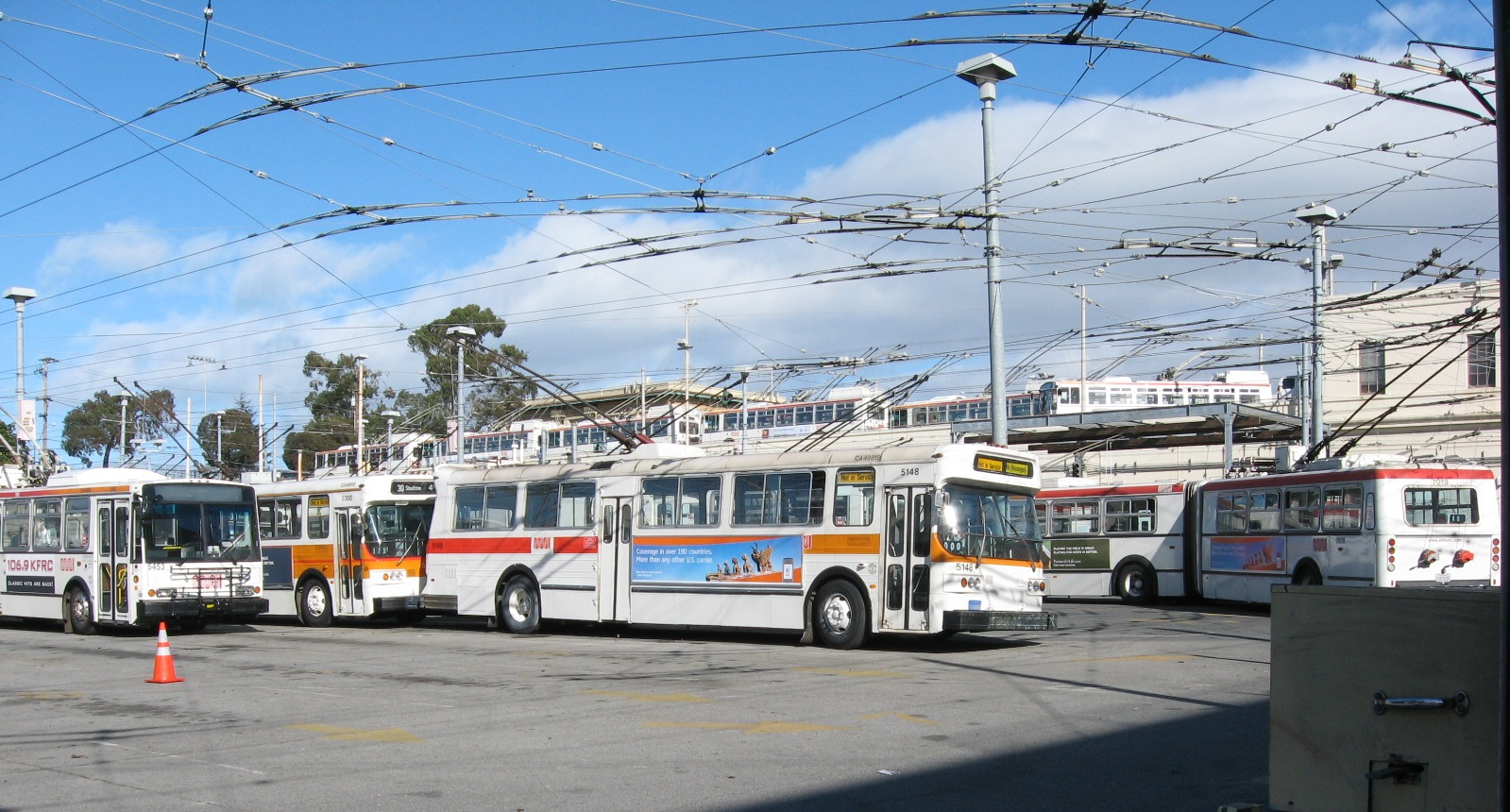
Троллейбусное депо в Сан-Франциско